# Ai-Khanoum
Ai-Khanoum hoặc Ay Khanum (có nghĩa là "Nguyệt nữ" trong tiếng Uzbek, nơi này có lẽ là Alexandria bên bờ Oxus trong lịch sử và đã được đổi tên thành اروکرتیه hay Eucratidia sau này) là một trong những đô thị chính của vương quốc Hy Lạp-Bactria. Các học giả trước đây từng cho rằng Ai Khanoum được thành lập vào những năm cuối thế kỷ thứ 4 TCN sau cuộc chinh phục của Alexandros Đại đế. Nhưng những phân tích gần đây đã cho thấy rằng thành phố được thành lập vào khoảng năm 280 TCN bởi hoàng đế Antiochus I của nhà Seleukos. Thành phố này nằm ở tỉnh Takhar, miền bắc Afghanistan, tại hợp lưu của sông Oxus (ngày nay Amu Darya) và sông Kokcha và ở ngưỡng cửa của tiểu lục địa Ấn Độ. Ai-Khanoum là một trong những tiêu điểm của nền văn hóa Hy Lạp ở phương Đông trong gần hai thế kỷ cho đến khi nó bị hủy diệt bởi những kẻ xâm lược du mục trong khoảng năm 145 TCN, vào khoảng thời gian Eucratides mất.
Nơi này đã được khai quật trong một cuộc thăm dò khảo cổ của phái đoàn DAFA của Pháp do Paul Bernard dẫn đầu cùng các nhà khoa học Nga giữa những năm 1964 và 1978. Cuộc thăm giò nay đã phải ghác lại do sự khởi đầu của cuộc chiến tranh với Liên Xô ở Afghanistan. Cuộc chiến đã khiến di chỉ này bị cướp phá và được sử dụng như một bãi chiến trường. Chỉ còn ít vật liệu bạn đầu còn được để lại.

## Địa điểm chiến lược
Vùng đất trù phú này được tưới bởi nước sông Ô-hử nên có một tiềm năng nông nghiệp phong phú. Nguồn tài nguyên khoáng sản như "hồng ngọc" của xứ Badakshan và vàng đều rất đa dạng ở khu vực nông thôn nằm về phía dãy Hindu Kush. Ai-Khanoum, toạ lạc ở điểm nút giữa xứ Đại Hạ và lãnh thổ của dân du mục ở phía bắc, cho phép các tiếp cận thương mại với Trung Quốc có thể được diễn ra. Ngoài ra, Ai-Khanoum nằm ở ngoài ngưỡng cửa của Ấn Độ cổ, cho phép sự tiếp xúc trực tiếp với tiểu lục địa Ấn Độ.

## Một thành phố Hy Lạp ở Đại Hạ
Vô vàn đồ tạo tác và công trình xây dựng đã được tìm thấy, chỉ điểm một nền văn hóa Hy Lạp cổ tiên tiến kết hợp với những ảnh hưởng của văn hoá phương Đông. "Nơi đây có tất cả những đặc điểm nổi bật của một thành phố Hy Lạp cổ đại, với một nhà hát, sân tập và một số toà nhà Hy Lạp với sân đầy cột" (Boardman). Nhìn chung, Ai-Khanoum là một thành phố Hy Lạp cực kỳ quan trọng (1,5 sq km), là đặc trưng của đế quốc Seleukos và sau đó là quốc Hy Lạp-Bactria. Có vẻ như thành phố đã bị phá hủy và không bao giờ được xây dựng lại vào khoảng năm 145 TCN, vào khoảng thời gian mà vua Hy Lạp-Bactria Eucratides mất.
Ai-Khanoum có thể là thành phố nơi mà Eucratides bị Demetrios bao vây trước khi ông ta thoát ra thành công để rồi cuối cùng đưa quân chinh phục Ấn Độ (Justinus).

### Kiến trúc

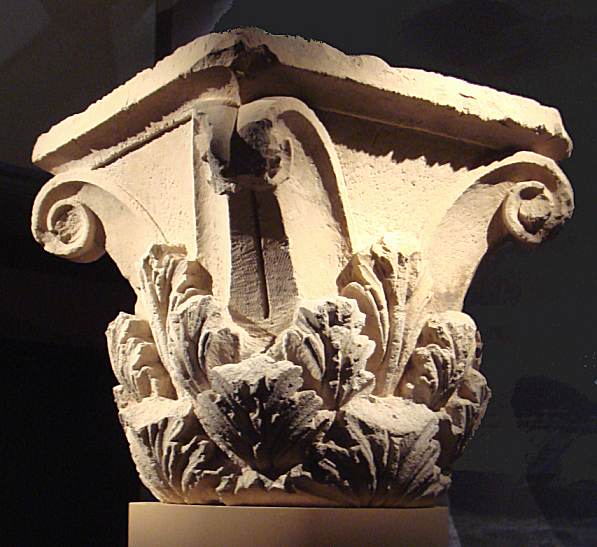
Thức cột Corinth được tìm thấy trong cấm thành ở Ai-Khanoum bởi quân của Massoud, thế kỷ thứ 2 TCN.

Cuộc thăm dò đã khai quật được nhiều công trình khác nhau, một số trong số đó đều hoàn toàn Hy Lạp, một số khác thì có tích hợp khác yếu tố kiến trúc Ba Tư:
- Tường lũy dài hai dặm, bao quanh thành phố
- Thành luỹ với nhiều tháp canh (20 × 11 mét ở chân đáy, cao 10 mét) và vệ thành được xây trên một đỉnh đồi cao 60 mét nằm ở giữa thành phố
- Một nhà hát cổ điển, đường kính 84 mét với 35 hàng ghế, có sức chứa từ 4.000 đến 6.000 người, được trang bị thêm ba ghế lô dành cho những nhà chức trách của thành phố. Nó có kích thước khá đáng kể nếu theo tiêu chuẩn Cổ điển, nó có kích thước lớn hơn so với nhà hát ở Babylon tuy nhiên lại nhỏ hơn chút ít so với nhà hát ở Epidaurus.
- Một cung điện nguy ngay mang kiến trúc Hy Lạp-Bactria, nhưng bằng cách nào đó nó lại gợi nhớ đến kiến trúc cung điện Ba Tư.
- Một sân tập (100 × 100 mét) là một trong những sân tập lớn nhất thời cổ đại. Ngôi đền lớn nhất trong thành phố dường như chứa một pho tượng thần Zeus đang ngồi hoành tráng, nhưng được xây dựng trên mô hình các đền thờ Hoả giáo (tức là xây tường bịt lại xung quanh thay vì để một hàng cột ở bên ngoài như những ngôi đền Hy Lạp khác).
- Một bức tranh trưng cho mặt trời Macedonia, hình trang trí lá ô rô và vô số loài động vật khác nhau như cua, cá heo v.v.
- Nhiều phế tích của những thức cột Corinth cổ điển

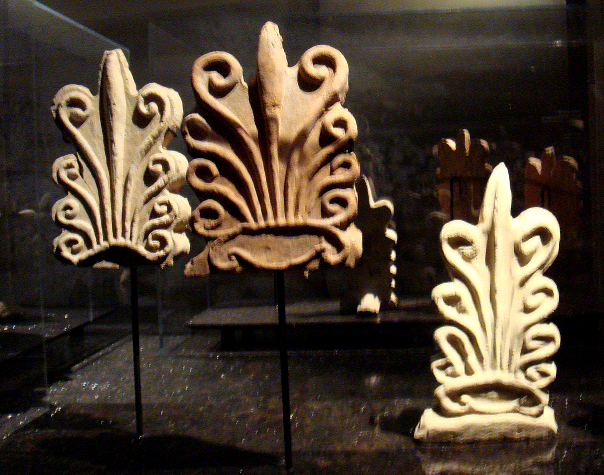
Antefix với mô típ "lá cọ lửa", Ai-Khanoum.
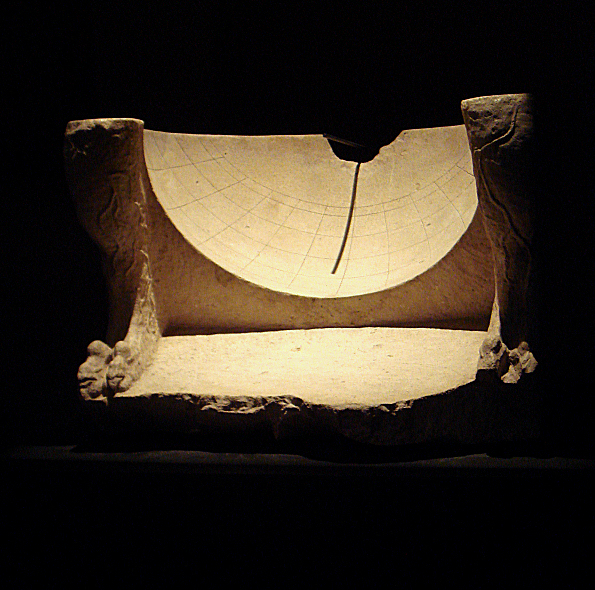
Đồng hộ mặt trời
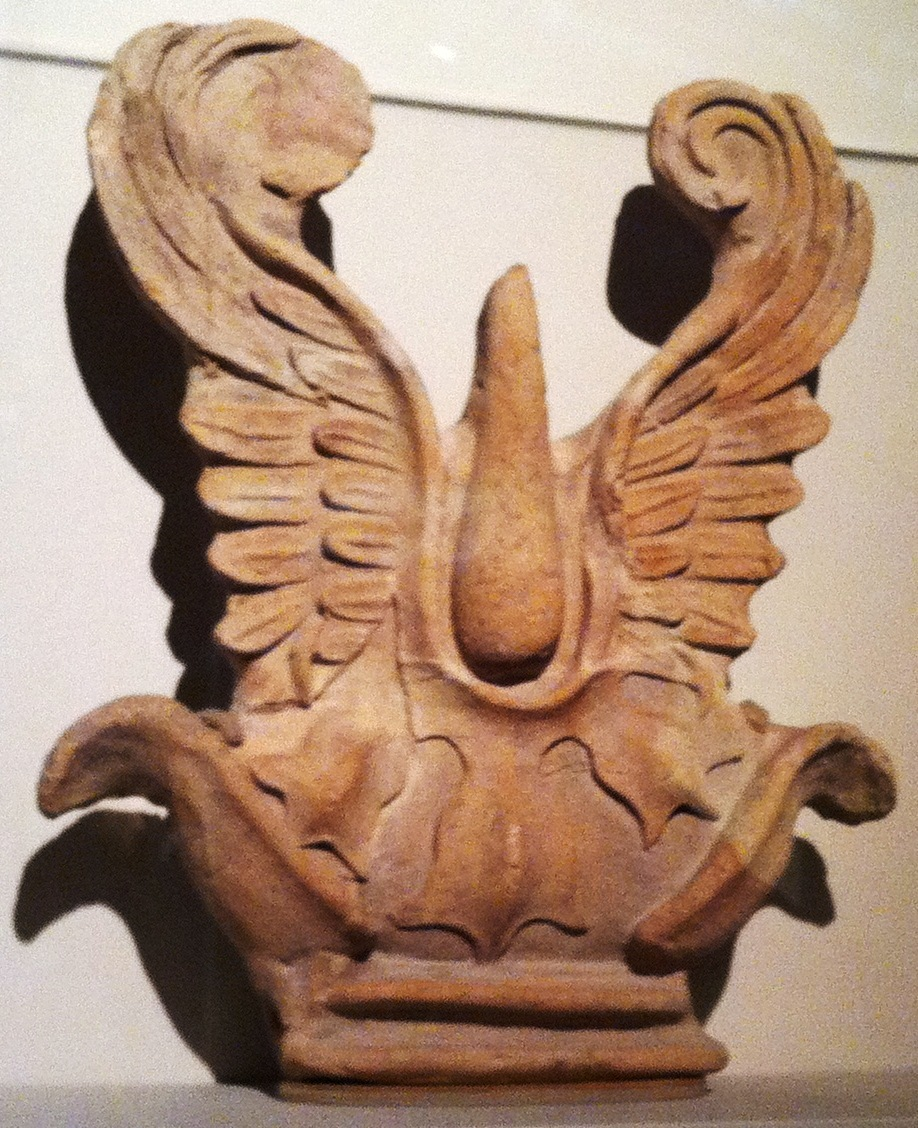
Antefix có cánh, một loại mà chỉ duy nhất được biết đến từ Ai-Khanoum.

### Các phế tích điêu khắc

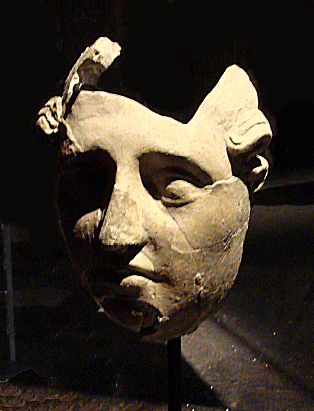
Mặt bằng vữa xtucô, Ai-Khanoum, thế kỷ 2 TCN

Nhiều phế tích của các tác phẩm điêu khắc khác nhau cũng đã được tìm thấy. Chúng mang một phong cách khá thông thường, cổ điển, chứ không tiếp thu những cách tân Hy Lạp hoá xảy ra tại cùng thời điểm ở thế giới quanh Địa Trung Hải.
Trong một ghi chép đặc biệt, một mẫu chân rất lớn mang trong phong cách Hy Lạp cổ đại tinh xảo đã được khai quật, được đoán là đã từng thuộc về một bức tượng cao 5-6 mét (có lẽ là một bức tượng ngồi để có thể khớp với chiều cao của các cột trụ trong đền). Mẫu chân này mang dép mang mô tả biểu tượng sấm sét của thần Zeus, do vậy, bức tượng được cho là một phiên bản thu nhỏ của Tượng thần Zeus ở Olympia
Các phế tích điêu khắc cũng được phát hiện là:
- Tượng một người phụ nữ đang đứng, mặc áo mặc trong (chiton) cổ xưa
- Khuôn mặt của một người đàn ông, được tạc bằng vữa xcutô
- Một bức tượng một người đàn ông tay cầm một tràng hoa chưa hoàn thiện
- Miệng máng xối (gargoyle) hình đầu người mô tả một nô lệ làm bếp Hy Lạp
- Một bức phù điêu hình một người đàn ông khỏa thân quàng khăn chlamys, có thể là thần Hermes.
- Một trụ đá hình vuông có đầu của một ông già được cho là người quản lý sân tập, nơi nó được tìm thấy. Ông sử dụng một cây gậy dài bằng tay trái của mình, biểu tượng của công việc của ông.

Do khu vực của Ai-Khanoum thiếu các loại đá thích hợp cho công việc điêu khắc nghệ thuật, kỹ thuật đất sét và vữa xtucô không nung được tạo khuôn bằng một khung gỗ thường được sử dụng, một kỹ thuật sẽ trở nên phổ biến ở Trung và Đông Á, đặc biệt là trong nghệ thuật Phật giáo. Trong một số trường hợp, chỉ có bàn tay và bàn chân được làm bằng đá cẩm thạch.

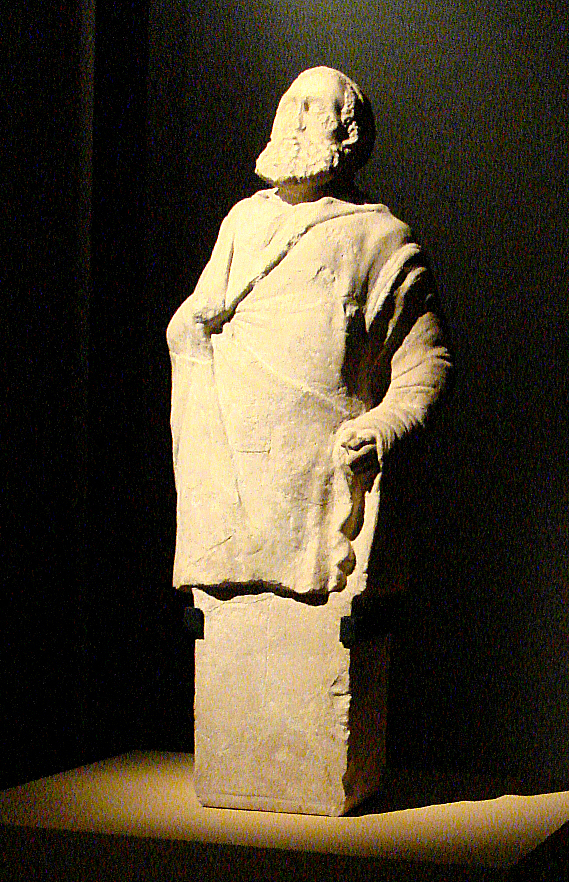
Tượng điêu khắc của một ông già. Ai-Khanoum, thế kỷ 2 TCN.
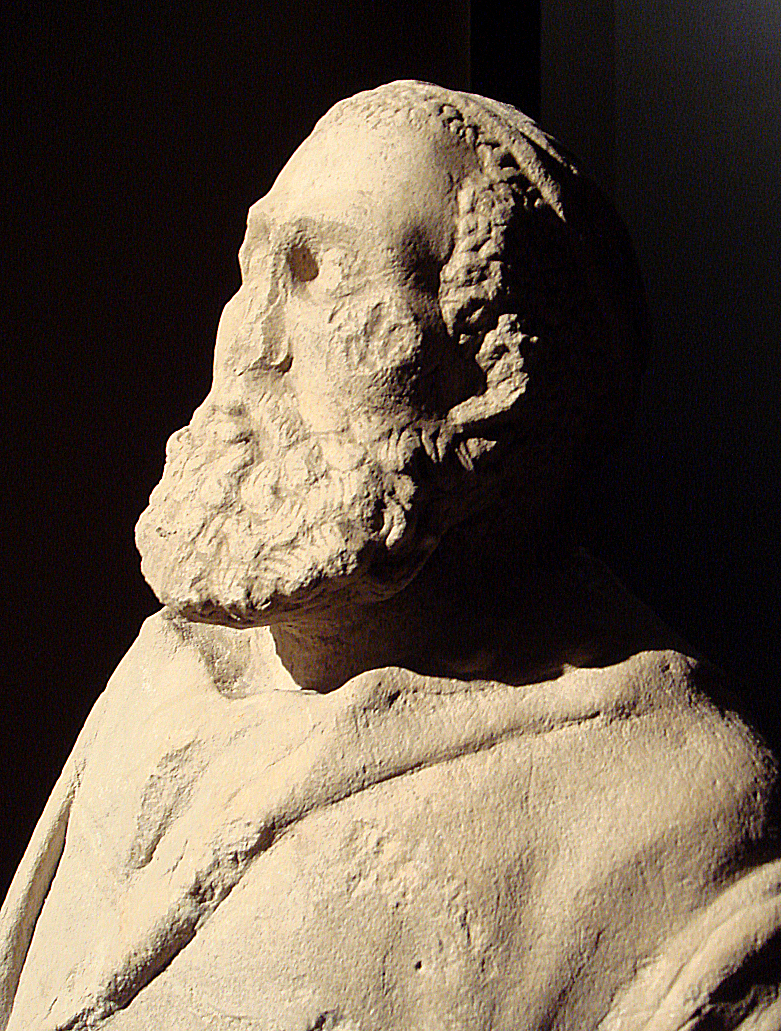
Phần trên của bức tượng đó.
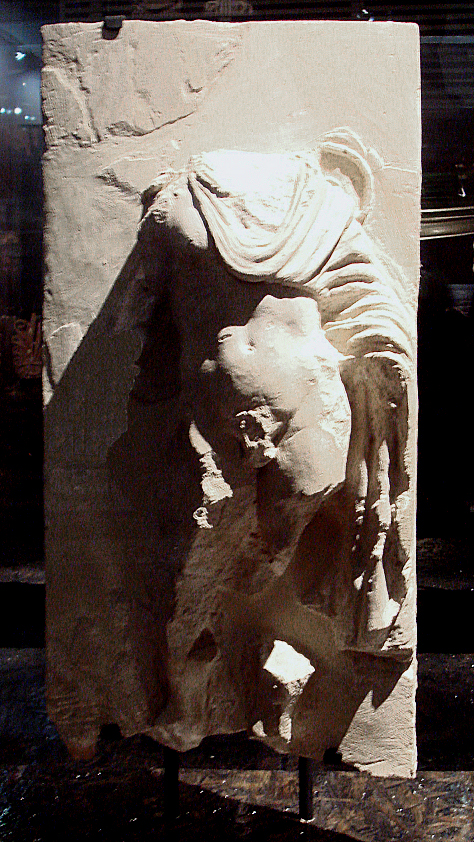
Trụ ngạch của một người đàn ông khoác khăn chlamys. Ai-Khanoum, thế kỷ 2 TCN.
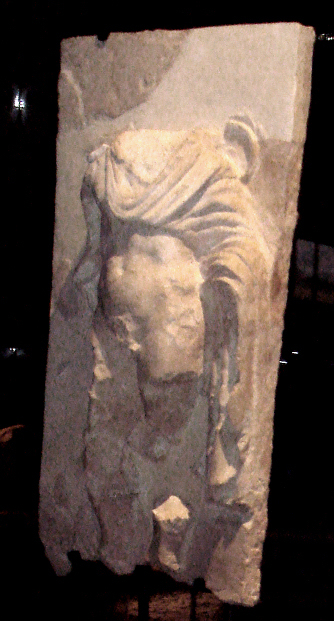
Cũng trụ ngach đó nhưng chụp từ mặt bên
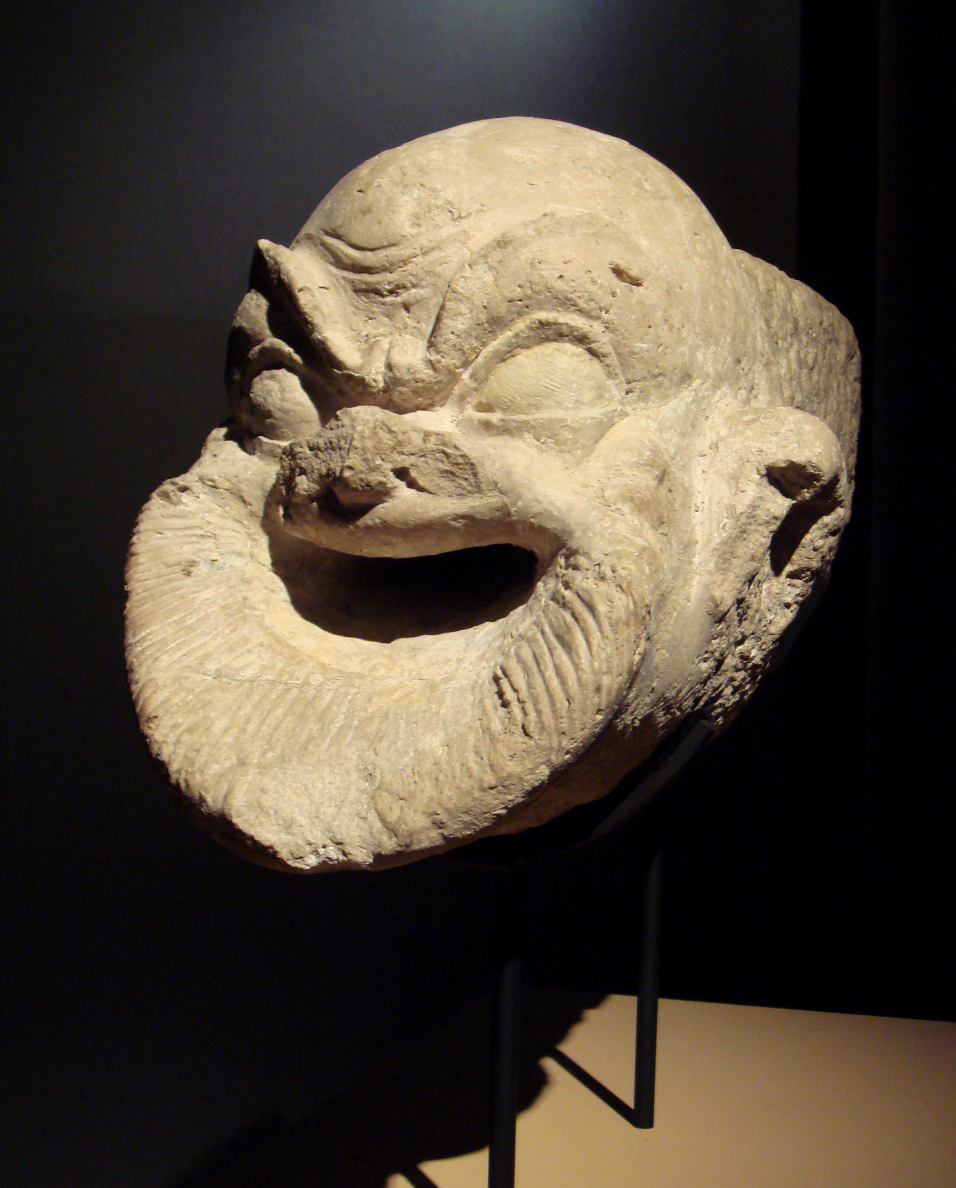
Miệng máng xối Hy Lạp. Ai-Khanoum, thế kỷ 2 TCN.

### Các phế tích chữ khắc
Nhiều chữ khắc tiếng Hy Lạp cổ điển (chưa rợ hoá) đã được tìm thấy ở Ai-Khanoum:
- Một bản khắc những lời giáo huấn Delphi được phát hiện trên một Herõon (mộ), được xác định là mộ của Kineas, được miêu tả là một oikistes (người thành lập một khu định cư Hy Lạp) và có niên đại từ năm 300-250 TCN:

παῖς ὢν κόσμιος γίνου,
ἡβῶν ἐγκρατής,
μέσος δίκαιος,
πρεσβύτης εὔβουλος,
τελευτῶν ἄλυπος.
'"Païs ôn kosmios ginou (Khi còn là một đứa bé, hay học cách cư xử tốt)
hèbôn enkratès, (khi trở thành một chàng trai trẻ, hãy học cách kiểm soát những đam mê)
mesos dikaios (đến tuổi trung niên, hãy công bằng)
presbutès euboulos (khi về già, hãy đưa ra những lời khuyên chí lý)
teleutôn alupos. (đề đến khi chết mà không hối tiếng.)"
Những lời giáo huấn trên đã được khắc lên bởi một người Hy Lạp tên là Clearchos, một người có thể hoặc có thể không phải là Clearchus của Soli, môn đồ của Aristotle, người mà theo những gì ghi trong một câu khắc là đã sao chép chúng từ Delphi.